# Människorna
Människorna är en svensk kortfilm från 2007 i regi av Jesper Klevenås.
Klevenås var även producent och skrev också manus tillsammans med Bob Hansson. Fotograf var István Borbás. För musiken stod Fläskkvartetten.
Filmen har visats i Sveriges Television.

## Rollista
- Ellinor Nilsson
- Ivica Zubak
- Anders Leveli
- Lilian Karmalova

### Fotnoter
1. 1 2 3  ”Människorna”. Svensk Filmdatabas. http://www.sfi.se/sv/svensk-filmdatabas/Item/?itemid=62500&type=MOVIE&iv=Basic. Läst 22 augusti 2012.